# 明るい小川
『明るい小川』（あかるいおがわ、原題: Светлый ручей, 英: The Bright Stream）は、ドミートリイ・ショスタコーヴィチが作曲したバレエ音楽（作品39）、およびそれに基づく3幕4場のバレエ作品。コルホーズの農民たちと芸術家たちとの出会いと相互理解をテーマとしている。
1936年にソ連共産党機関紙 『プラウダ』 紙上で批判された後に上演が途絶えていたが、2003年4月、ボリショイ・バレエ団のA・ラトマンスキーが復元して再演した。

## 概要
1934年から1935年にかけて作曲され、タイトルは当初 『気まぐれ』『2人の優雅な女』『クバン』 などとして構想されていたが、後に現在のタイトルに改められた。バレエはF・ロプホーフによって振付がなされ、初演は1936年の4月4日に、レニングラードのマールイ劇場で行われた。半年後の11月30日にはモスクワのボリショイ劇場でも行われている。
初演後の評判はそれほど悪くなく、観客からはある程度好評され、かなり大衆受けした舞台であったが、親友のソレルチンスキーをはじめとする批評家たちからは批判され、初演から半年以上が過ぎた1936年の2月5日に、『プラウダ』紙上に掲載された論文「バレエの偽善」で厳しく酷評された。論文自体はショスタコーヴィチの音楽を直接批判していないが、この論文の後、『明るい小川』は極めて低い評価しか与えられなかった。こうした辛辣な批判に傷付いたのか、ショスタコーヴィチは「3度目の試みでも不成功に終わらない保証はできないが、そうなったとしても、私は4度目にもバレエ作品に取り組む計画は捨てないだろう」と語っていたが、しかし彼のオペラ作品のように1950年代に入ってからは再びバレエ音楽に取り組み、『お嬢様とならず者』といったバレエ音楽を2作品ほど作曲している。また1970年代には『夢想家』というバレエ音楽を作曲している。
『明るい小川』は長らくお蔵入りとなっていたが、バレエの幾つかの曲は様々な形態に編曲されており、有名なものではL.アトヴミャーンの編曲による約90分で今日でもしばしばCDになったり演奏されたりする「バレエ組曲:IからV」とショスタコーヴィチ自身が作曲したピアノ曲『人形たちの踊り』である。いずれも自由に再構成されているが、これらの作品が広く人気を得ていることからも、『明るい小川』の音楽自体は「娯楽音楽」としては失敗作ではないと思われる。
『黄金時代』と『ボルト』と比べて、前衛的な実験性は後退していることが窺える。

## 台本
F・ロプホーフとA・ピオトロフスキーの台本による。

## あらすじ
ソヴィエトの芸術家の一行が、ロシア南部のクバン地方に行き、その地のコルホーズ「明るい小川」の農民たちと出会う。農民たちは当初芸術家というものを何か別の世界の人のように思い、どう接したらいいのか戸惑ってしまう。芸術家の方も、農民たちとすぐには共通の言葉を見つけられない。しかし、両者はたちまち打ち解ける。なぜなら、コルホーズの農民と芸術家という違いこそ、共に社会主義社会を築こうとしているのに変わりはなかったからである。クバンの大自然の中での恋が、互いを一層近づける。
あらすじは、ショスタコーヴィチ自身によって書かれ、初演時に掲載された「私の3番目のバレエ」という文章の中に書かれている。

## 組曲 作品39a
組曲『明るい小川』は、初演から10年が経った1945年に、ショスタコーヴィチ自身によって作曲・編集されたが、組曲を作曲した経緯についてはよく知られていない。また組曲『黄金時代』や組曲『ボルト』とは異なり、この組曲は現在はめったに演奏されない。クチャル指揮のCD(ブリリアント・クラシックス、6735)が貴重である。組曲版の初演は1945年の3月11日にモスクワで行われた。
組曲は5曲から構成されており、これらは全て『バレエ組曲』に収録されている。
演奏時間は約15分で、各2分、3分、2分、7分、1分。
- 第1曲：ワルツ
- 第2曲：ロシアのポピュラーダンス
- 第3曲：ギャロップ
- 第4曲：アダージョ
- 第5曲：ピチカート

## 楽器編成
フルート2、ピッコロ、オーボエ2、イングリュッシュ・ホルン、小クラリネット、クラリネット2、ファゴット3（3番はコントラファゴットもちかえ）、ホルン4、トランペット3、トロンボーン3、チューバ、ティンパニ、トライアングル、小太鼓、シンバル、鐘、ハープ、弦5部